# Jozias van Aartsen
Jozias Johannes van Aartsen (L'Aia, 25 dicembre 1947) è un politico olandese.

## Biografia
Ha studiato alla facoltà di giurisprudenza della Vrije Universiteit di Amsterdam, ma senza laurearsi. È stato coinvolto nelle attività politiche del Partito Popolare per la Libertà e la Democrazia, nel 1970 è assistente parlamentare nel VVD. Divenne membro di questo gruppo alla Tweede Kamer. Dal 1979 al 1983 ha ricoperto la carica di segretario generale del Ministero dell'interno, è stato poi vice segretario generale del ministero (fino al 1985) e segretario generale (fino al 1994).
Su raccomandazione del suo gruppo, ha fatto parte del governo di Wim Kok. Dall'agosto 1994 all'agosto 1998 è stato ministro dell'agricoltura e fino al luglio 2002 è stato ministro degli affari esteri. Nel 1998, 2002 e 2003 è stato eletto alla Tweede Kamer. Negli anni 2003-2006 ha presieduto il gruppo parlamentare del Partito Popolare per la Libertà e la Democrazia e dal 2004 è stato anche il leader di questo gruppo. Nel 2006 è stato sostituito da Mark Rutte.
Nel marzo 2008, Jozias van Aartsen ha assunto la carica di sindaco de L'Aia. Ha mantenuto tale incarico fino a marzo 2017. Nello stesso anno è stato temporaneamente commissario reale per la provincia di Drenthe, dal 2017 al 2018 è stato sindaco ad interim di Amsterdam.